# ARD-Nachtkonzert

Karte der Sender, welche das ARD-Nachtkonzert übernehmen.

Das ARD-Nachtkonzert ist das zweite Nachtprogramm im Hörfunk der deutschen Landesrundfunkanstalten der ARD. Es startete am 2. März 1980 als Angebot klassischer Musik und Alternative zur leichten Musik des ersten Nachtprogramms, ARD-Hitnacht (ehem. ARD-Nachtexpress).

## Geschichte
Nachdem zunächst jede Nacht von 0:05 bis 2:00 Uhr gesendet wurde, wurde das ARD-Nachtkonzert ab 1985 schrittweise bis 6:00 Uhr morgens verlängert. Hierzu wurde zunächst zeitweilig zwischen 2:00 und 4:00 Uhr das Klassikprogramm des Deutschlandfunks übernommen. Später wurde die Stunde von 4:00 bis 5:00 Uhr vom MDR gestaltet. Mittlerweile wird aber die gesamte Sendezeit einheitlich von einer Landesrundfunkanstalt gegeben, bis Mitte 2011 ähnlich wie beim ersten Nachtprogramm im turnusmäßigen Wechsel. 
Seit dem 4. Juli 2011 ist allein BR-Klassik für die Gestaltung des ARD-Nachtkonzerts verantwortlich. Dabei werden weiterhin Aufnahmen und Konzertmitschnitte aller deutschen Landesrundfunkanstalten sowie internationaler Orchester und Ensembles berücksichtigt.

## Beteiligte Programme

### Nehmende Programme
Folgende Programme übernehmen zwischen 0:05 Uhr und 6:00 Uhr das von BR-Klassik erstellte Gemeinschaftsprogramm:
- Bayern 2 (montags bis donnerstags und samstags ab 2 Uhr; freitags und sonntags ab 0 Uhr; täglich bis 5 Uhr)
- hr2-kultur
- MDR Klassik
- NDR Kultur
- Radio 3
- SR Kultur
- SWR Kultur
- WDR 3 (Am ersten Sonntag des Monats sendet WDR 3 statt des Nachtkonzerts eine Jazznacht.)

### Ehemalig nehmende Programme
- hr-info 1. Januar 2010 bis 31. März 2011; jetzt ARD-Infonacht
- hr-klassik bis 30. September 2005; das Programm wurde eingestellt
- MDR Kultur bis 22. September 2024; jetzt Übernahme des Nachtprogramms von Bremen Zwei
- Mein WDR Radio – Klassik aktuell (Internetangebot) bis 24. August 2009; komplett eingestellt
- Nordwestradio (RB) bis 6. Januar 2014; jetzt eigenes Nachtprogramm
- WDR 2 Klassik bis 28. Mai 2009; das Programm wurde eingestellt

### Gebende Programme bis 2011
Bis zum 3. Juli 2011 wurde das Nachtkonzert im Wechsel von verschiedenen Sendern gestaltet. Das Sendeschema der gebenden Anstalten änderte sich im zeitlichen Ablauf mehrmals. Es folgte dabei einem vierwöchentlichen Rhythmus. In der folgenden Übersicht ist jeweils der Wochentag gemeint, zu dem der neue Tag gehört. Angegeben ist der Stand vom 3. Juli 2011. 
| Montag     | Dienstag          | Mittwoch | Donnerstag       | Freitag    | Samstag | Sonntag                  |
| ---------- | ----------------- | -------- | ---------------- | ---------- | ------- | ------------------------ |
| NDR Kultur | Kulturradio (RBB) | WDR 3    | hr2-kultur       | BR-Klassik | SWR2    | NDR Kultur               |
| MDR Figaro | Kulturradio (RBB) | WDR 3    | SR 2 Kulturradio | BR-Klassik | SWR2    | Nordwestradio (RB / NDR) |
| NDR Kultur | Kulturradio (RBB) | WDR 3    | hr2-kultur       | BR-Klassik | SWR2    | NDR Kultur               |
| MDR Figaro | Kulturradio (RBB) | WDR 3    | SWR2             | BR-Klassik | SWR2    | Kulturradio (RBB)        |